# 假王
假王，即「代理王」，「假」意為代理。「代理王」与王有同样的权力，地位亦相同，但是无继承权。其产生，可能是由于战争或者政治斗争中的强者，多半非皇族宗室，所以不能正常合法获得爵位，便通过某些「非常手段」获得，一般在之后可以获得一个合法的王爵；但是該人若失势，王爵难保。
西漢末年有假皇帝。

## 簡介
秦末民變時期，張楚陳勝曾命吳廣為假王。
楚漢相爭時期，漢王劉邦被楚軍圍困，命韓信前來支援，但韓信自請為假齊王（假齊王，即代理齊王），以便治理。當時劉邦正與楚軍相持不下，聞言破口大罵：“我困在這裏，早晚等待你來幫助我，居然要自立為王！”，這時張良和陳平私語說目前我方軍機不利，亦無法阻止韓信自立為王，刘邦立刻醒悟，又改罵曰：“大丈夫平定诸侯，要當王就當真王，當假王要做甚麼！”，於是直接封齊王，而非假王。
自汉朝后，王爵一般只传于本姓宗室，即开国皇帝之其宗族后代，这便是白馬之盟的核心理论。但是由于政治与实际的情况所现，刘邦在位时仍有异姓王，即韩信、韩王信、英布、彭越、臧荼、張敖等，劉邦為此設定了消滅異姓王方針。
汉朝之后诸朝亦有异姓王，但其地位大大削弱，至唐时王位只是最高等级的荣誉爵位，而且王位也出现等级。
- “一字王”为宗室。
- “二字王”为赐王，宗室亦有。
- “三字外王”地位等与“二字王”同等。

例如：著名的有汾陽王郭子儀。